# Bárány-Stuhl

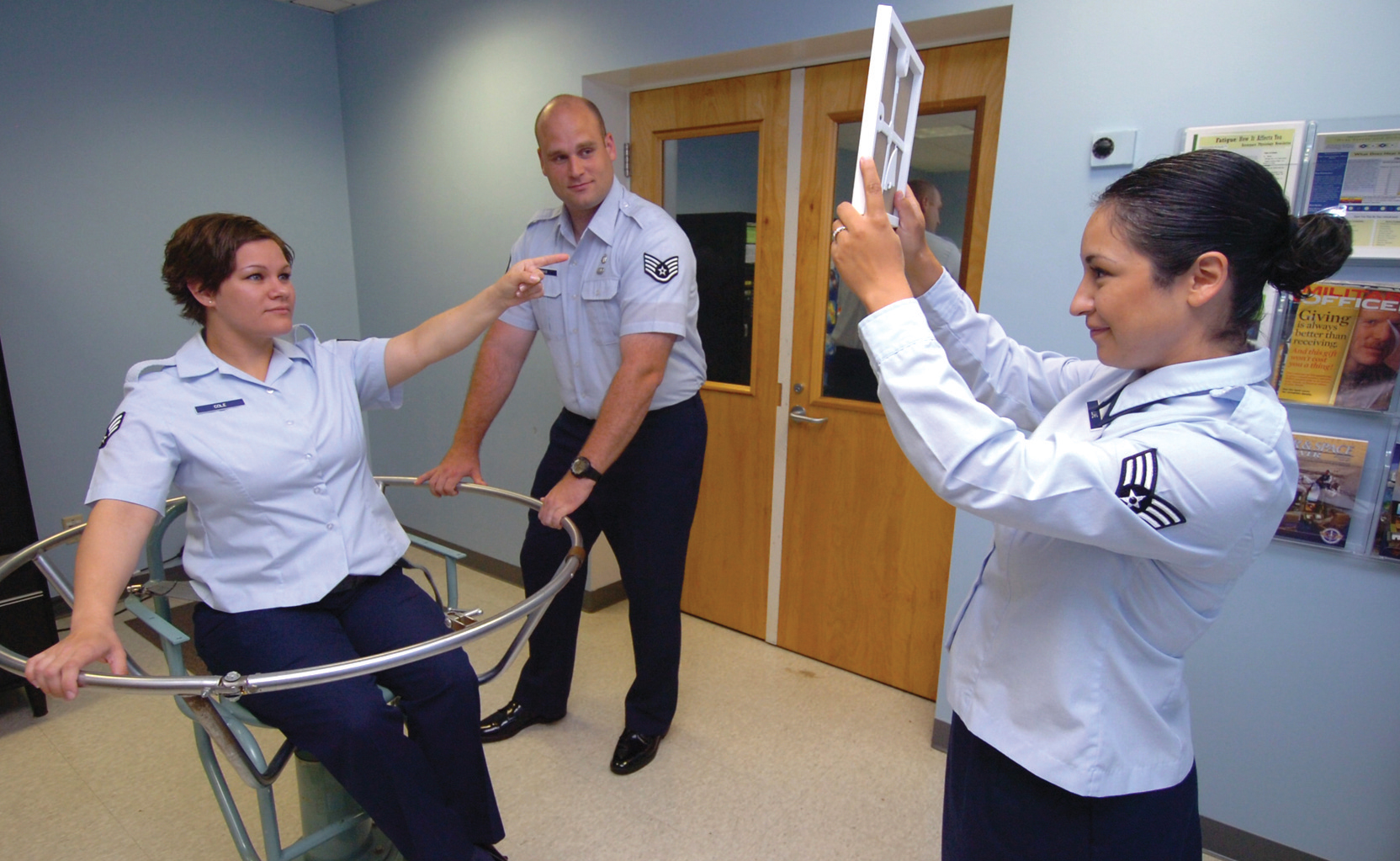
Das Personal demonstriert die Auswirkungen auf die Sinneswahrnehmung und räumliche Orientierung einer Testperson in einem Bárány-Stuhl. Nachdem sie zuerst im Stuhl gedreht und dann angehalten hat, versucht die Testperson, auf ein Testbrett zu zeigen.

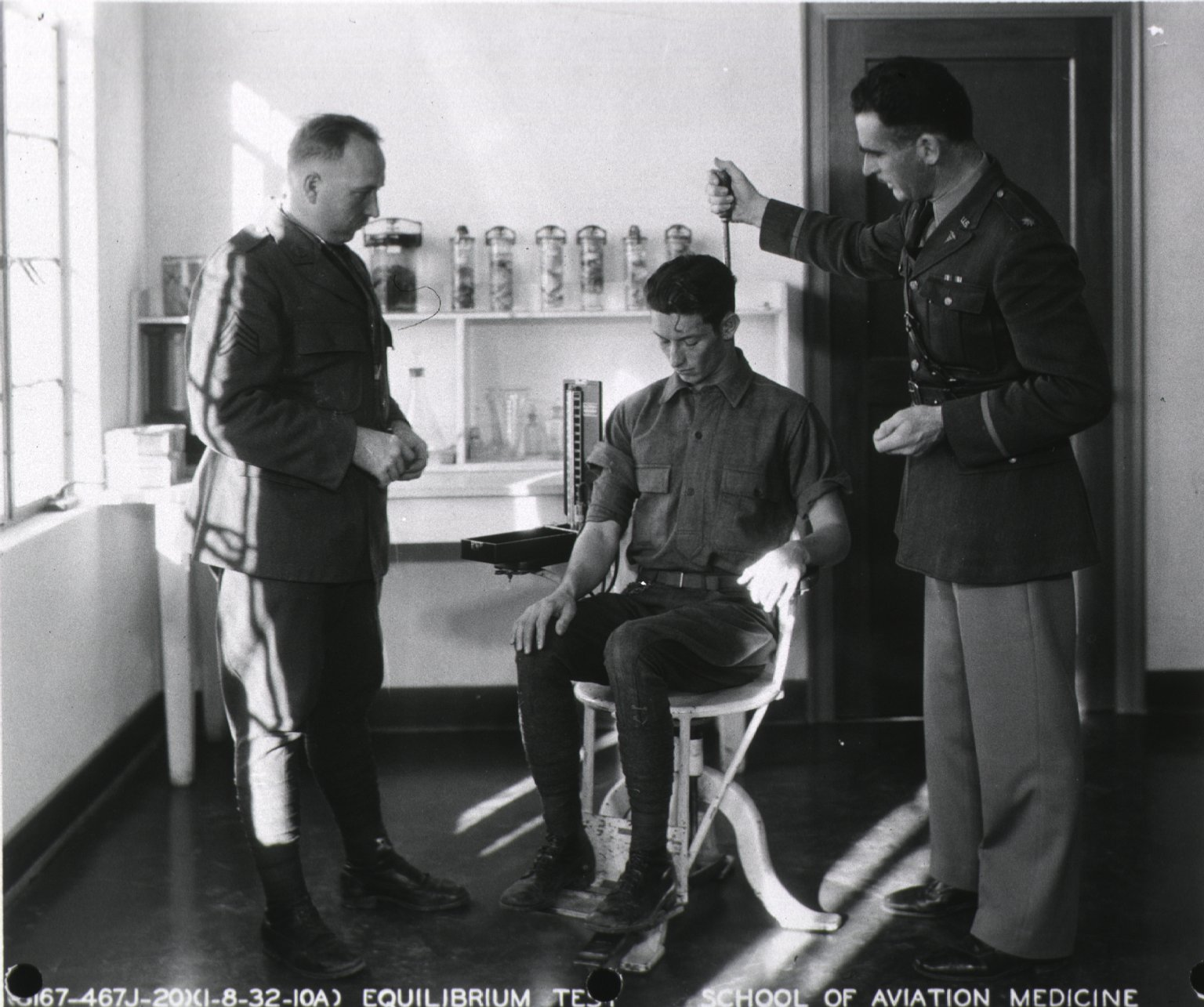
Gleichgewichtstest mit dem Bárány-Stuhl bei einem angehenden Piloten.

Der Bárány-Stuhl oder Barany-Stuhl, benannt nach dem österreichisch-ungarischen Physiologen Robert Bárány, ist eine horizontal rotierende Apparatur, die in der flugphysiologischen Ausbildung, vor allem für Flugschüler verwendet wird. Der Drehstuhl wird daneben auch zu therapeutischen Zwecken eingesetzt.

## Test
Die Versuchsperson wird mit verbundenen Augen in den Stuhl gesetzt, dann um die vertikale Achse gedreht, während der Kopf aufrecht oder nach vorne oder zur Seite geneigt wird. Die Versuchsperson wird dann aufgefordert, Aufgaben wie die Bestimmung der Drehrichtung mit verbundenen Augen auszuführen, die Ausrichtung des Kopfes schnell zu ändern oder zu versuchen, nach dem Anhalten des Stuhls ohne Augenbinde auf ein stationäres Objekt zu zeigen. Der Stuhl wird verwendet, um räumliche Desorientierungseffekte zu demonstrieren und zu beweisen, dass dem vestibulären System im Flug nicht zu trauen ist. Den Piloten wird beigebracht, dass sie sich stattdessen auf ihre Fluginstrumente verlassen sollten.
Herstellerseitig werden Betriebsbereiche derartiger Stühle, die mittlerweile auch elektrisch angetrieben werden, mit bis zu ±180°/s oder 450°/s (Geschwindigkeit) und ±90°/s² oder 240°/s² (Beschleunigung) angegeben. Die menschlichen Reizschwellen liegen natürlich weit unter diesen Wertebereichen.

## Nutzung
Der Drehstuhl wird auch in der Therapie von Kinetosen verwendet. Früher wurde ein sogenannter „Drehstuhl“ auch zur Behandlung von Geisteskranken eingesetzt.

## Nobelpreis
Bárány nutzte den Stuhl bei seiner Forschung über die Rolle des Innenohrs beim Gleichgewichtssinn, wofür er 1914 den Nobelpreis in Physiologie oder Medizin gewann.